# Calamus oblongus
Calamus oblongus là loài thực vật có hoa thuộc họ Arecaceae.